# Єке-Чаг
Єке-Чаг (перс. يكه چاه) — село в Ірані, у дегестані Бакерабад, у Центральному бахші, шахрестані Магаллат остану Марказі. За даними перепису 2006 року, його населення становило 83 особи, що проживали у складі 19 сімей.

## Клімат
Середня річна температура становить 14,49 °C, середня максимальна – 33,57 °C, а середня мінімальна – -8,41 °C. Середня річна кількість опадів – 180 мм.
| Клімат поселення                              | Клімат поселення | Клімат поселення | Клімат поселення | Клімат поселення | Клімат поселення | Клімат поселення | Клімат поселення | Клімат поселення | Клімат поселення | Клімат поселення | Клімат поселення | Клімат поселення | Клімат поселення |
| Показник                                      | Січ.             | Лют.             | Бер.             | Квіт.            | Трав.            | Черв.            | Лип.             | Серп.            | Вер.             | Жовт.            | Лист.            | Груд.            |                  |
| Середній максимум, °C                         | 10,08            | 12,36            | 17,68            | 23,54            | 28,21            | 32,50            | 33,57            | 32,76            | 28,79            | 22,49            | 16,24            | 10,00            |                  |
| Середня температура, °C                       | 0,84             | 3,13             | 8,45             | 14,28            | 18,97            | 23,24            | 27,09            | 26,27            | 22,30            | 15,99            | 9,75             | 3,53             |                  |
| Середній мінімум, °C                          | −8,41            | −6,12            | −0,8             | 5,04             | 9,74             | 14,00            | 20,61            | 19,79            | 15,83            | 9,53             | 3,27             | −2,94            |                  |
| Норма опадів, мм                              | 32               | 30               | 33               | 21               | 13               | 1                | 2                | 1                | 0                | 6                | 17               | 24               |                  |
| Середньомісячна швидкість вітру, м/с          | 1.42             | 2.18             | 2.50             | 2.95             | 2.70             | 2.50             | 2.51             | 2.32             | 2.18             | 1.94             | 1.50             | 1.57             |                  |
| Середньомісячна сонячна радіація, кДж/м²·день | 10073            | 13326            | 15772            | 19010            | 22804            | 26646            | 25809            | 24476            | 21469            | 16216            | 11681            | 9672             |                  |
| --------------------------------------------- | ---------------- | ---------------- | ---------------- | ---------------- | ---------------- | ---------------- | ---------------- | ---------------- | ---------------- | ---------------- | ---------------- | ---------------- | ---------------- |
| Джерело:                                      |                  |                  |                  |                  |                  |                  |                  |                  |                  |                  |                  |                  |                  |